# Хофддорп

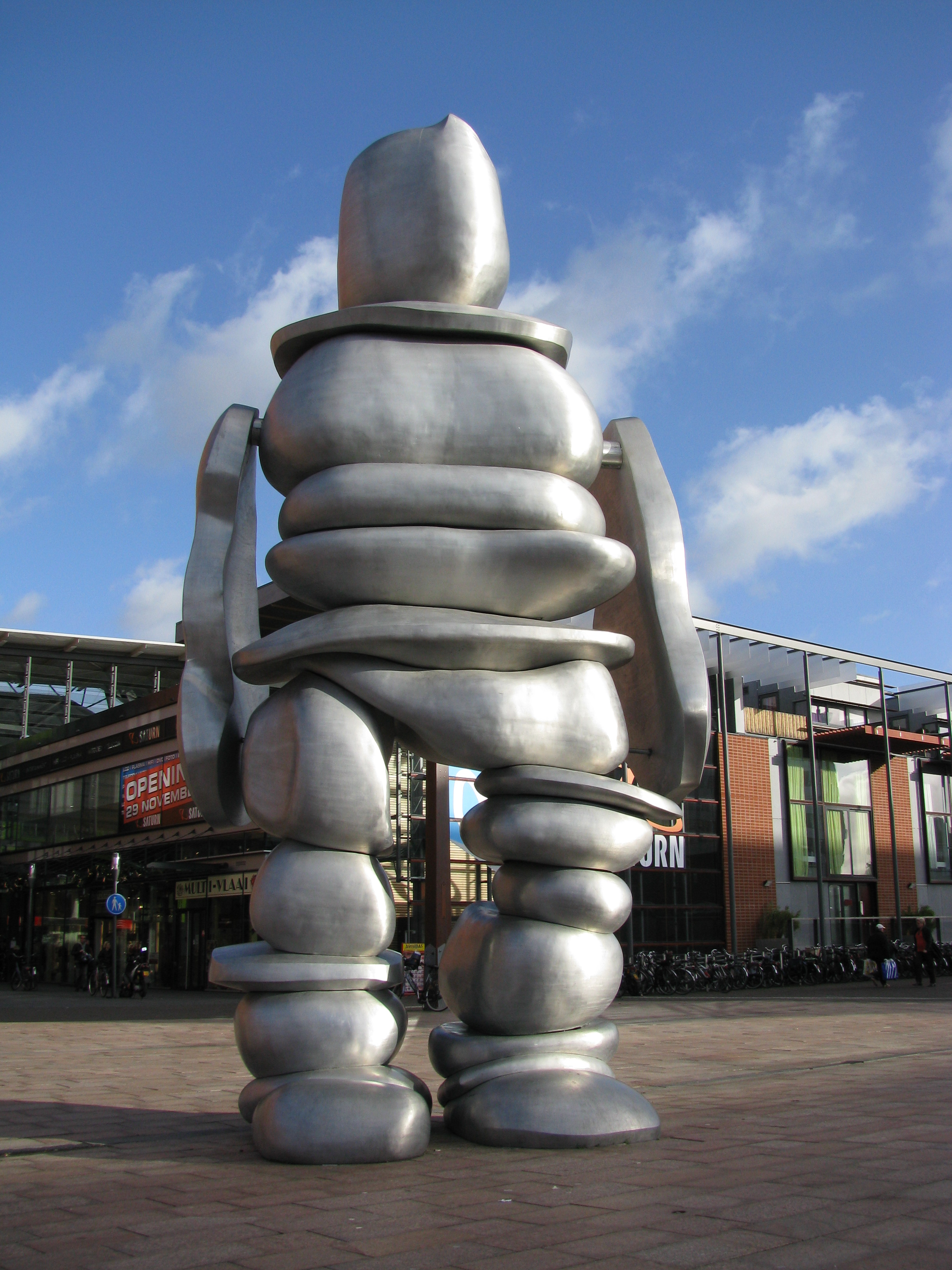
«Человечек из Хофддорпа»; 7 метров, алюминий

Хофддорп (нидерл. Hoofddorp, главная деревня; [ˈɦoːvˌdɔrp]) — город в общине Харлеммермер Северной Голландии, столица общины.
В конце XIX века город был включён в Линию обороны Амстердама. Рядом с главным каналом был построен форт, две батареи находились там, где в настоящее время находятся окраины города, и несколько казематов было построено к востоку от города. Форт, батареи, казематы и соседние форты были связаны большой дамбой, известной как Geniedijk (Инженерная дамба).
В 1856 году в центре города Дирком Дэвидом ван Дайком была построена первая ветряная мельница, названная de Eersteling — первая. В связи с увеличением количества зданий вокруг неё, мельница в конечном счете вышла из употребления. В 1977 году мельница была перенесена в другое место, возле форта. Она работает регулярно с того времени и в настоящее время открыта для публики.
С 3 августа 1912 года город связан железной дорогой с Лейденом, Алсмером и Харлемом, однако эти линии были закрыты 31 декабря 1935 года.
В 1981 году город был связан по железной дороге во второй раз, на этот раз с Лейденом и аэропортом Схипхол.

## Экономика
В Хофддорпе расположена штаб-квартира транснациональной корпорации Stellantis, одного из крупнейших в мире производителей автомобилей.